# جيون مي سيون
جيون مي سيون (بالكورية: 전미선)‏ (ولدت يوم 7 ديسمبر 1970 في سول – توفيت يوم 29 يونيو 2019 في جيونجو) كانت ممثلة كورية جنوبية.

## روابط خارجية
- جيون ميسون على موقع IMDb (الإنجليزية)
- جيون ميسون على موقع قاعدة بيانات الفيلم (الإنجليزية)
- جيون ميسون على موقع كينوبويسك (الروسية)